# 埃利 (愛荷華州)
埃利（英語：Ely）是一個位於美國愛荷華州林縣的城市。

## 地理
埃利的座標為41°52′32″N 91°34′59″W / 41.87556°N 91.58306°W，而該地的平均海拔高度為225米（即738英尺）。

## 人口
根據2010年美國人口普查的數據，埃利的面積為3.73平方千米，當中陸地面積為3.73平方千米，而水域面積為0.00平方千米。當地共有人口1776人，而人口密度為每平方千米476人。